# National Wrestling Association
La National Wrestling Association fue una ramificación de la National Boxing Association, formada para sancionar a las promotoras de lucha libre profesional. La NWA no debe ser confundida con la organización de las mismas siglas, la National Wrestling Alliance, que fue formada en 1948.
La National Wrestling Association reconoció a los Campeones Mundiales Peso Pesado desde 1929 hasta 1949, momento en el cual el entonces campeón Lou Thesz fue escogido como el campeón Mundial Peso Pesado de la National Wrestling Alliance (este título fue dejado vacante cuando el campeón Orville Brown sufrió un accidente automovilístico acabando con su carrera de lucha libre).

## Campeonatos
Anexo:Campeonatos de National Wrestling Association